# 阿爾及利亞—土耳其關係
阿爾及利亞－土耳其關係，是阿爾及利亞與土耳其的對外關係。阿爾及利亞在安卡拉設有大使館，並在伊斯坦布爾設有總領事館。土耳其在阿爾及利亞設有大使館。 這兩個國家都是地中海聯盟的正式成員。

## 歷史
由16世紀至1830年為止，阿爾及利亞也是奧斯曼帝國一個省，享有一定程度的自治。
在2017年，土耳其和阿爾及利亞之間的500年友誼的象徵之一 - 阿爾及爾的凱查烏阿清真寺已經以土耳其資金得到修復。修復是與土耳其總理埃爾多安2006年訪問阿爾及利亞期間簽署的“友好合作協議”有關的項目之一。

## 作為中介的歷史
歷史一直是雙方關係的話語的核心。土耳其外交部將其描述為
土耳其和阿爾及利亞有著共同的歷史以及根深蒂固的文化和兄弟關係。
為了鞏固兩國關係，雙方在2017年組織了一次文化和歷史研討會 。在會議期間，阿爾及利亞文化部長阿茲丁·米侯比（Azzedine Mihoubi）說
我們需要增加這類活動的數量，並更多地關注屬於奧斯曼時期的歷史。

## 現代歷史
土耳其首先在聯合國投票贊成反對（1955年），然後棄權（1958年）投票表決阿爾及利亞的獨立。這主要是因為土耳其的目標是與法國接近，贊成阿爾及利亞獨立會對法土关系產生負面影響。然而，土耳其人的這一決定後來被批評為短視行為和破壞雙方關係。土耳其總理图尔古特·厄扎尔採取了恢復局勢的第一步。他於1985年訪問了阿爾及利亞，並對土耳其的不利投票表示道歉。接下來的一年，阿爾及利亞總理阿卜杜勒-哈米德·卜拉希米第一次訪問土耳其，並與土耳其簽署了一項石油貿易協議。1999年，土耳其總統蘇萊曼·德米雷爾表示，土耳其在1958年棄權的消極內涵已被完全抹平。阿爾及利亞總統阿卜杜勒-阿齐兹·布特弗利卡於2005年訪問土耳其。互訪是加強雙邊關係和恢復兩國友誼的轉折點。
阿爾及利亞是土耳其的合作夥伴，在非洲越來越重要，並被認為是土耳其在伊斯蘭世界和非洲的重要合作夥伴。同時，阿爾及利亞是伊朗的密切合作夥伴。事實上，阿爾及利亞是對2012年聯合國決議草案投棄權票的國家之一，該決議草案譴責伊朗支持的阿薩德政權侵犯人權的行為。伊朗官員此前也強調，伊朗和阿爾及利亞有能力建立新的世界秩序。意識到這種情況，土耳其似乎決心不將其潛在的非洲夥伴留在競爭對手的區域和全球大國手中。因此，2013年，土耳其總理雷傑普·塔伊普·埃爾多安對阿爾及利亞進行了訪問，並在阿爾及爾會見了阿爾及利亞總統阿卜杜拉齊茲·布特弗利卡。增加了經濟，政治和安全方面的合作。

## 經濟
土耳其總統埃爾多安說：我們認為阿爾及利亞是該地區政治和經濟穩定的島嶼，我們在非洲的第一個貿易夥伴是阿爾及利亞。他補充說：“因此，約一千土耳其企業在阿爾及利亞進投資約35億美元。阿爾及利亞是土耳其的第23大出口市場和第25大供應商 貨物進口總額為45億美元，而[12]土耳其是阿爾及利亞第六大經濟夥伴。 阿爾及利亞對土耳其出口最多的是石油碳氫化合物和天然氣。 阿爾及利亞從土耳其進口的建築材料最多。阿爾及利亞是土耳其第四大天然氣供應國，擁有8％的份額。

## 安全領域
2003年，土耳其-阿爾及利亞部長簽署了關於禁止毒品，販賣人口和有組織犯罪的安全備忘錄。雙方都將恐怖主義描述為一個大問題，並討論聯合對這些團體和組織的鬥爭。到同年10月，軍事合作協議被制定。該協議包括技術轉移，軍事演習和軍事信息交換等條款。由於阿爾及利亞對非洲區域安全和MENA的重要性，土耳其作為北約成員，對該集團與阿爾及利亞之間的解凍關係起著重要作用。土耳其也日益成為阿爾及利亞的重要武器出口國，兩國之間的軍事合作也在增長，使阿爾及利亞軍成為訓練有素，戰鬥頑強和專業的阿拉伯軍隊之一。